# 1947 no desporto

## Eventos
- 6 de setembro - O Vasco da Gama vence, no Estádio de São Januário, o Canto do Rio FC de Niterói por 14x1, aplicando a maior goleada do futebol profissional do Rio de Janeiro.
- 14 de dezembro - Inauguração do Estádio Santiago Bernabéu, em Madrid, Espanha.

Campeões
- Copa del Rey 1946-47: Real Madrid.
- Copa Eva Duarte 1946-46: Real Madrid.

## Nascimentos
| Data            | Nome                 | Profissão                           | Nacionalidade                    | Observações | Ref                 |
| --------------- | -------------------- | ----------------------------------- | -------------------------------- | ----------- | ------------------- |
| 25 de janeiro   | Ángel Nieto          | motociclista                        | Espanha                          | m. 2017     | [ 1 ]               |
| 29 de janeiro   | Giorgio Chinaglia    | futebolista                         | Itália                           | m. 2012     | [ 2 ]               |
| 3 de fevereiro  | Hristo Bonev         | jogador e treinador de futebol      | Bulgária                         |             |                     |
| 18 de fevereiro | Carlos Lopes         | atleta, fundista                    | Portugal                         |             |                     |
| 28 de fevereiro | Wlodzimierz Lubanski | futebolista                         | Polónia                          |             |                     |
| 3 de março      | Oscar Tabárez        | treinador de futebol                | Uruguai                          |             |                     |
| 6 de março      | Dick Fosbury         | atleta, saltador em altura          | Estados Unidos                   | m. 2023     | [ 3 ]               |
| 7 de março      | Walter Röhrl         | piloto de ralis                     | Alemanha                         |             |                     |
| 13 de março     | Lyn St. James        | automobilista                       | Estados Unidos                   |             |                     |
| 16 de março     | James Sladky         | patinador artístico                 | Estados Unidos                   | m. 2017     | [ 4 ]               |
| 19 de março     | Erika Zuchold        | ginasta                             | Alemanha Oriental                | m. 2015     | [ 5 ]               |
| 19 de março     | Marinho Peres        | jogador e treinador de futebol      | Brasil                           | m. 2023     | [ 6 ]               |
| 24 de março     | Archie Gemmill       | futebolista                         | Escócia                          |             |                     |
| 16 de abril     | Kareem Abdul-Jabbar  | basquetebolista                     | Estados Unidos                   |             |                     |
| 17 de abril     | Werner Hackmann      | presidente da liga de futebol alemã | Alemanha                         | m. 2007     | [ 7 ]               |
| 25 de abril     | Johan Cruijff        | futebolista                         | Países Baixos                    | m. 2016     | [ 8 ]               |
| 8 de junho      | Donald Knight        | patinador artístico                 | Canadá                           |             |                     |
| 20 de junho     | Ricardo Teixeira     | dirigente desportivo                | Brasil                           |             |                     |
| 25 de junho     | John Powell          | atleta, lançador de disco           | Estados Unidos                   | m. 2022     | [ 9 ]               |
| 3 de julho      | Rob Rensenbrink      | futebolista                         | Países Baixos                    | m. 2020     | [ 10 ]              |
| 4 de julho      | Luciano do Valle     | locutor esportivo                   | Brasil                           | m. 2014     | [ 11 ]              |
| 29 de agosto    | James Hunt           | piloto de Fórmula 1                 | Inglaterra                       | m. 1993     | [ 12 ]              |
| 3 de setembro   | Afonsinho            | futebolista                         | Brasil                           |             |                     |
| 8 de setembro   | Amos Biwott          | atleta                              | Quênia                           |             |                     |
| 14 de setembro  | Wolfgang Schwarz     | patinador artístico                 | Áustria                          |             |                     |
| 8 de outubro    | Vítor Damas          | futebolista                         | Portugal                         | m. 2003     | [ 13 ]              |
| 17 de outubro   | Valdir Espinosa      | ex-técnico e futebolista            | Brasil                           | m. 2020     | [ 14 ]              |
| 23 de outubro   | Kazimierz Deyna      | futebolista                         | Polónia                          | m. 1989     | [carece de fontes?] |
| 29 de outubro   | Henri Michel         | jogador e treinador de futebol      | França                           | m. 2018     | [ 15 ]              |
| 31 de outubro   | Frank Shorter        | atleta, maratonista                 | Estados Unidos                   |             |                     |
| 4 de novembro   | Alexei Ulanov        | patinador artístico                 | Rússia (atual) · União Soviética |             |                     |
| 6 de novembro   | Larry James          | atleta                              | Estados Unidos                   | m. 2008     | [ 16 ]              |
| 10 de dezembro  | Zinaida Voronina     | ginasta                             | União Soviética                  | m. 2001     | [ 17 ]              |
| 22 de dezembro  | Mitsuo Tsukahara     | ginasta                             | Japão                            |             |                     |
| 23 de dezembro  | Bill Rodgers         | atleta                              | Estados Unidos                   |             |                     |

## Mortes
| Data        | Nome        | Profissão                    | Nacionalidade | Observações | Ref |
| ----------- | ----------- | ---------------------------- | ------------- | ----------- | --- |
| 30 de abril | Yngvar Bryn | atleta e patinador artístico | Noruega       | n. 1881     |     |